# Prototype (película de 1992)
Prototipo, también conocido como Prototipo X29A, es una película de ciencia ficción posapocalíptica de 1992.

## Sinopsis
"Prototype" es una película de ciencia ficción posapocalíptica dirigida por Phillip J. Roth en 1992. La trama se sitúa en un mundo devastado por eventos catastróficos.
.Ambientada en un Los Ángeles posapocalíptico de 2057, Hawkins Coselow, un soldado lisiado, junto con su ex amante, Chandra Kerkorian, comparten vívidos sueños psicosexuales. El Dr. Alexis Zalazny está trabajando en un programa cibernético que ayudará a Coselow a caminar nuevamente. El programa funciona, pero todo sale terriblemente mal cuando Coselow se convierte en una máquina de matar que puede interactuar con cualquier computadora. Termina matando a varias personas pertenecientes a un movimiento de resistencia.Los rebeldes están liderados por Omegas, humanos alterados cibernéticamente, que lucharon contra las fuerzas gubernamentales en las calles plagadas de crimen. Con el tiempo, los Omegas se reprogramaron y llevaron a cabo su propia agenda mortal. Al final, los Omegas fueron destruidos, excepto uno, implantado en un niño, Chandra Kerkorian. Ya adulta, está lista para liderar la rebelión nuevamente.

## Elenco
- Lane Lenhart como Chandra Kerkorian
- Robert Tossberg como Hawkins Coselow
- Brenda Swanson como la Dra. Alexis Zalazny
- Paul Coulj como el Dr. Taurence Roberts
- Mitchell Cox como Ariel
- Sebastián Scandiuzzi como Sebastián
- Harold Cannon como el reverendo Delaney
- Zack Nesis como Teague
- Woon Young Park como Imperia (como Woon Park)
- Bill Barschdorf como prototipo (como Bill Barshdorf)
- Eric Fedorin como Prototipo / Street Fighter
- Marco Aurelio como Toto Méndez (como Marco Aurelio)
- Mark Holman como acción
- Max Holman como Jackson
- Raymond Storti como protector
- Rob Lee como protector
- Tom Pullano como Bobo
- Kato Kaelin como Regalia
- Hien Nguyen como Espina
- Natasha Roth como Baby Chandra (como Natasha Mozelle Roth)